# نیدرشوننفلد
نیدرشوننفلد (به آلمانی: Niederschönenfeld) یک شهر در آلمان است که در دناو-ریس واقع شده‌است.